# Höskuldur Þórhallsson
Höskuldur Þórhallsson (deutsche Transkription Höskuldur Thorhallsson, * 8. Mai 1973 in Akureyri) ist ein isländischer Politiker der Fortschrittspartei.
Höskuldur ist Jurist und war am Amtsgericht Reykjavík, in einer Anwaltskanzlei und als Dozent für Wirtschaftsrecht an der Universität Reykjavík tätig.
Von 2007 bis 2016 war er Abgeordneter des isländischen Parlaments Althing für den Nordöstlichen Wahlkreis. Zuletzt war er Vorsitzender des Parlamentsausschusses für Umwelt und Verkehrswege sowie Mitglied des Sonderausschusses für die Geschäftsordnung des Parlaments und des Verfassungs- und Aufsichtsausschusses. Von 2013 bis 2016 war Höskuldur auch Vorsitzender der isländischen Delegation im Nordischen Rat. Er war Präsident des Nordischen Rats für das Jahr 2015.